# Palazzo dei Principi

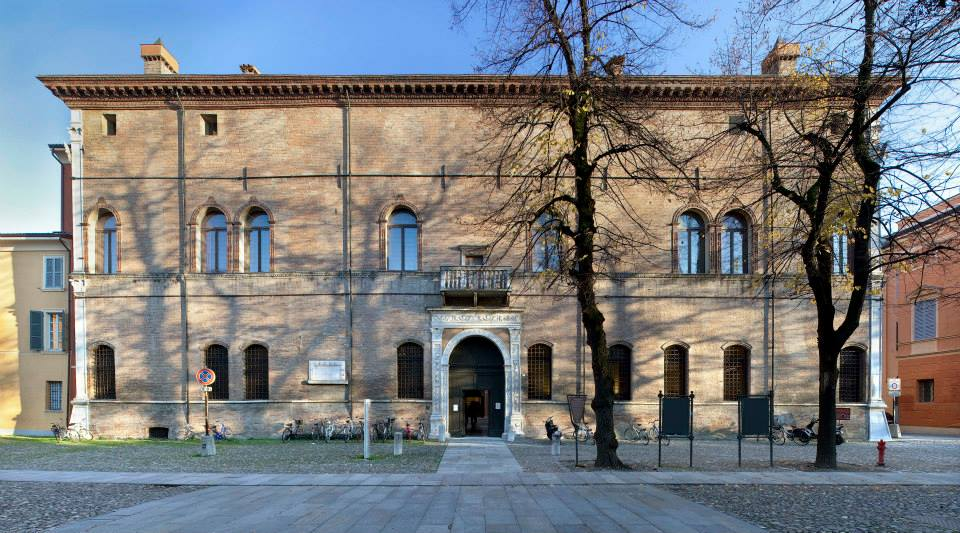
Fassade des Palazzo dei Principi in Correggio

Der Palazzo dei Principi (dt.: Fürstenpalast) ist ein Palast aus dem frühen 16. Jahrhundert in Correggio in der italienischen Region Emilia-Romagna. Dort sind eine Bibliothek, geschichtliche Archive und das Museum Il Correggio für Archäologie und Kunst untergebracht.

## Geschichte

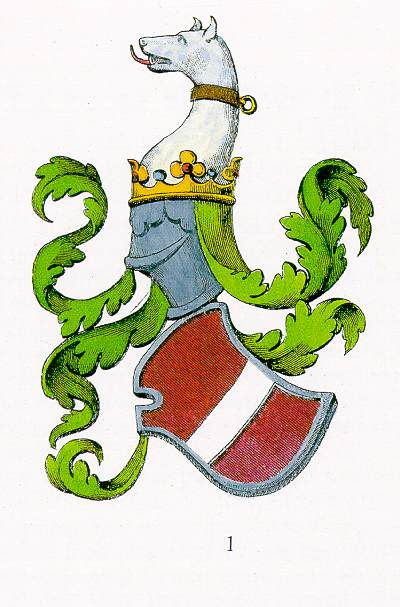
Altes Wappen der Familie Da Correggio

Der Palast wurde ab dem Ende des 15. Jahrhunderts im Stile der Renaissance errichtet und im Jahre 1508 fertiggestellt. Seine erste Besitzerin war Francesca von Brandenburg, die Witwe des Grafen Borso da Correggio mit seiner Familie.
Nach dem Ende der Fürstendynastie zugunsten der D’Estes wurden in dem Palast öffentliche Ämter untergebracht; danach wurde er aufgegeben und dem Verfall überlassen.
Anfang des 20. Jahrhunderts beschloss die Gemeindeverwaltung erste Restaurierungsarbeiten, die der Bürgermeister Guido Zucchini in den Jahren 1925–1927 durchführen ließ. Aber erst in den 1960er-Jahren wurde der Palast in einen Zustand versetzt, der auch eine Nutzung erlaubte.
Nach dieser Restaurierung wurden im Palazzo dei Principi die Gemeindebibliothek, das geschichtliche Archiv, sowie eine Phonothek und eine Videothek, untergebracht. Das 1995 im Palast eröffnete Gemeindemuseum musste im darauffolgenden Jahr aufgrund der Schäden wieder geschlossen werden, die das Erdbeben in Correggio im Herbst 1996 verursachte. Nach letzten Restaurierungsarbeiten zogen dort 2003 die Bibliothek „Guido Einaudi“ und die geschichtlichen Archive ein.
Später brachte man dort das Museum Il Correggio unter.